# Gusau
Gusau je glavni grad nigerijske savezne države Zamfara. Nalazi se u sjeverozapadnom dijelu države, 100 km južno od granice s Nigerom.
Prema popisu iz 1991., Gusau ima 132.393 stanovnika, većinom pripadnika naroda Hausa.